# Serghei Krikaliov

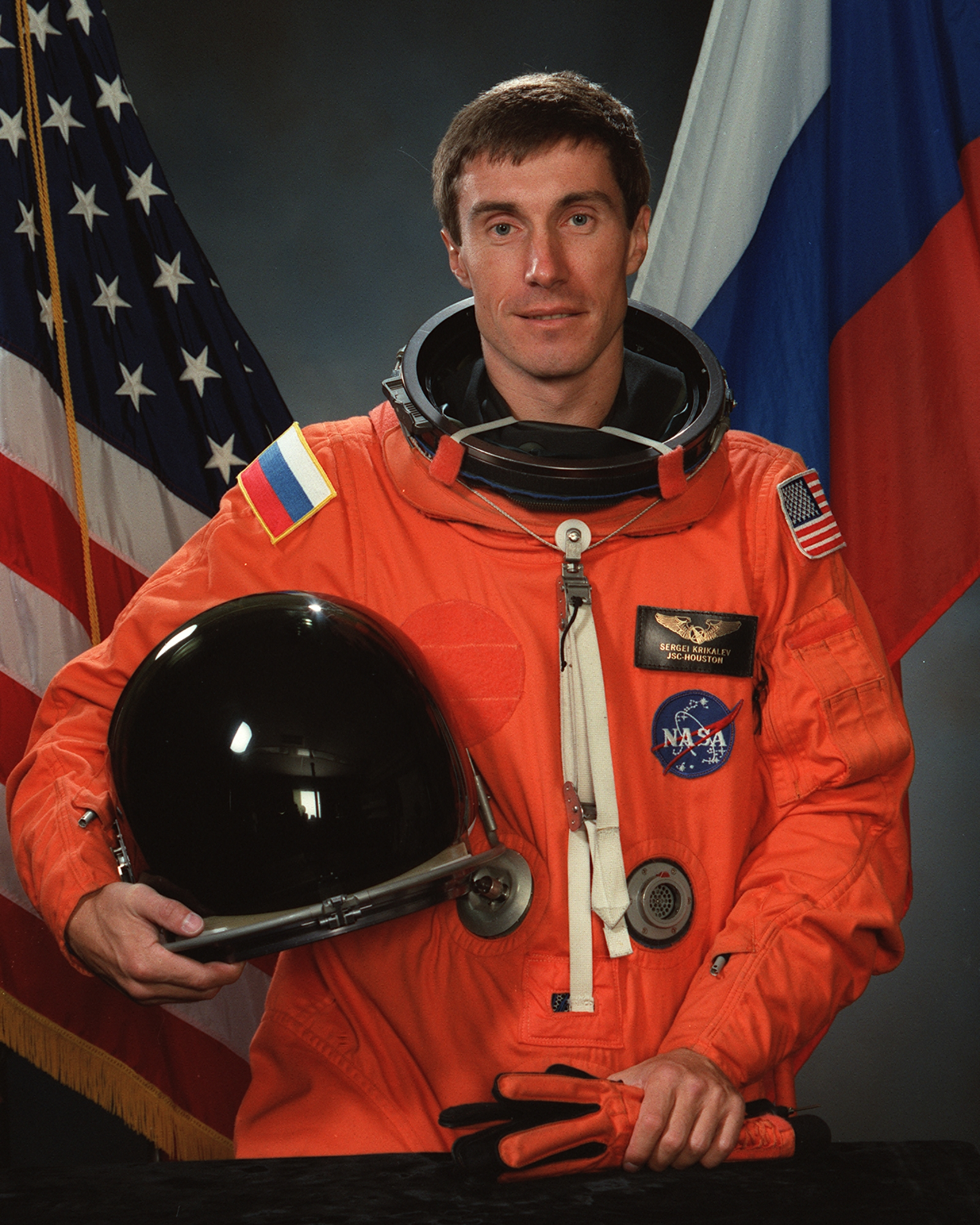
Serghei Krikaliov

Serghei Konstantinovici Krikaliov (în rusă Сергей Константинович Крикалёв, n. 27 august 1958) este un cosmonaut rus și veteran a șase zboruri spațiale. 
A fost supranumit "Ultimul cetățean al URSS" deoarece în perioada 1991 - 1992 a petrecut 311 zile, 20 de ore și 1 minut pe stația spațială Mir în timp ce pe Pământ Uniunea Sovietică s-a prăbușit. Krikaliov a petrecut mai mult timp în spațiu decât oricine altcineva, depășind recordul de 748 de zile deținut de Serghei Avdeev, pe 16 august 2005. În octombrie 2007 avea la activ 803 zile, 9 ore și 39 de minute în spațiu, figurând pe al treilea loc pentru cel mai lung timp petrecut în spațiu.